# Полинежански језици
Полинежански језици су породица језика, која представља једну од две основне гране источнофиџијско-полинежанских језика. У употреби су у Полинезији и спољним полинежанским острвима, која се налазе у деловима Микронезије и Меланезије.
Постоји око 40 полинежанских језика. Најзначајнији су тахићански, самоански, тонгански, маорски и хавајски језик. Због чињенице да су острва Полинезије насељена релативно скоро и због тога што је унутрашња језичка диверсификација започела тек пре 2.000 година, полинежански језици су задржали велики број заједничких одлика. На многим острвима постоји велики број сличних речи.

## Класификација
Полинежански језици се сврставају у две гране, тонганске и сржнополинежанске језике. Тонгански, нијуафоујски и нијујски чине тонганску грану, док су сви остали део сржнополинежанске гране.
- Тонгијски језици
  - Тонгански (Тонга)
  - Нијуафојски (тонганско острво Нијуафоу)
  - Нијујски (Нијуе)
- Сржнополинежански језички комплекс
  - Футунски језици:
    - Валишки или источноувејски, факаувејски (острво Валис или Увеа, држава Валис и Футуна)
    - Футунски или источнофутунски, факафутунски (острво Футуна, држава Валис и Футуна)
    - Фагаувејски или западноувејски (новокаледонијско острво Увеа)
    - Футунско-анивски или западнофутунски (вануатска острва Футуна и Анива)
    - Пукапучки (северно Куково острво Пукапука)
    - Ренелскобелонски или аваички језик (на Соломоновим острвима Белона и Ренел)
    - Тикопијски (на Соломоновом острву Тикопија)
    - Мелско-филански или мелско-ифарски (на острвцима Меле и Ифира недалеко од обале већег вануатског острва Ефате)
    - Емаејски (вануатско острво Емае)
    - Анутски (вануатско острво Анута)

  - Елишки језици
    - Самоански језици
      - Самоански
      - Токелауански

    - Елишко–спољни језици
      - Тувалуански
      - Нукуоројски (микронежански атол Нукуоро)
      - Капингамарангијски (микронежански атол Капингамаранги)
      - Нукуријски (острвље Нукурија на истоку Папуе Нове Гвинеје),[3]
      - Такујски (атол Такуу на истоку Папуе Нове Гвинеје)
      - Нукуманујски (атол Нукуману на истоку Папуе Нове Гвинеје)
      - Онтоншко-џавански (Соломонски атол Онтонг Џава)
      - Сикајански (Соломонски атол Сикајана)
      - Пиленски или ваеакаујско-таумакојски (Соломонско острвље Риф и острво Таумако)

    - Источнополинежански језици
      - Рапанујски (Ускршње острво)
      - Средњоисточнополинежански језици
        - Маркиски језици
          - Маркиско-мангаревски језици
            - Маркиски (францускополинежанско острвље Маркиска Острва)
            - Мангаревски (францускополинежанска острва Гамбје)

          - Хавајски (америчка држава Хаваји)

        - Тахићански језици
          - Тахићански (Друштвена Острва у Француској Полинезији)
          - Тубуајски или аустралски (Аустралска Острва и Друштвена Острва у Француској Полинезији)
          - Рапски (острво Рапа Ити у Француској Полинезији)
          - Туамотујски (францускополинежанско острвље Туамоту)
          - Раратоншки или маорски Кукових Острва (Кукова Острва)
          - Ракаханшко-манихикијски (острва Ракаханга и Манихики на северу Кукових Острва)
          - Тонгаревски или пенрински (атол Тонгарева на северу Кукових Острва)
          - Маорско-мориорски језици
            - Маорски (Нови Зеланд)
            - Мориорски (новозеландска Чатамска Острва) †